# Askvin
Askvin ali Askuin (v virih Aschuuin, Ascuvin), 11. stoletje, je bil odvetnik Heme Selško-Breške oziroma njenega moža Viljema II, po njem se imenuje plemiška rodbina Askvincev.
Bil naj bi sorodnik Heme Selško-Breške, žene mejnega grofa Viljema II in hkrati njen odvetnik v samostanu Krka. Po smrti Viljema II. in njegovih dveh sinov je ovdovela Hema večino velikanske dediščine darovala cerkvi, z obsežnim preostankom pa so se okoristili družinski sorodniki, med drugim tudi Askvin. Askvin se sicer pojavlja v nepristnih listinah iz let 1043 in 1045. Askvinska rodbina, ki jo poleg Askvina predstavljata tudi potomca Starchand I. in Starchand II., je imela v svojih rokah dele Savinjskega ozemlja. Askvinci se v 11. stoletju nahajajo približno na istem območju, kjer v 12. stoletju srečamo Žovneške gospode; hipoteza o askvinskem poreklu grofov Celjskih se danes zdi najbolj verjetna. Po Kronesu naj bi bili Žovneški potomci leta 1103 poslednjič omenjenega askvinovca Ulrika, sina Starchanda II.